# لنرد مان (هنرپیشه)
لئونارد مان (انگلیسی: Leonard Mann؛ زادهٔ ۱ مارس ۱۹۴۷) بازیگر اهل ایالات متحده آمریکا است.
از فیلم‌هایی که وی در آن‌ها نقش داشته‌است، می‌توان به انسان‌نما، جنایت بی‌نقص و همسر شهرآشوب اشاره نمود.